# تله‌موش (فیلم)
تله‌موش (به هندی: Elippathayam) فیلمی محصول سال ۱۹۸۲ و به کارگردانی آدور گوپالاکریشنان است. در این فیلم بازیگرانی همچون کارامانا جاناردانان نایر، شارادا، جالاجا، راجام کی. نایر ایفای نقش کرده‌اند.